# Spalliera
Une spalliera est un panneau vertical constituant l'un des éléments d'ameublement des élites de la Renaissance italienne à compter du milieu du Quattrocento. Nommés en référence à la hauteur à laquelle on les accrochait, l'épaule se disant « spalla » en italien, ces objets étaient le plus souvent en bois et étaient fréquemment peints. Ils surplombaient généralement des coffres décorés quant à eux appelés « cassoni », mais aussi par ailleurs des lits de repos, faisant alors office de têtes de lit. L'une des œuvres pionnières de l'histoire des spalliere est La Chasse de nuit réalisée par Paolo Uccello en 1470.

## Galerie

La Chasse de nuit, par Paolo Uccello
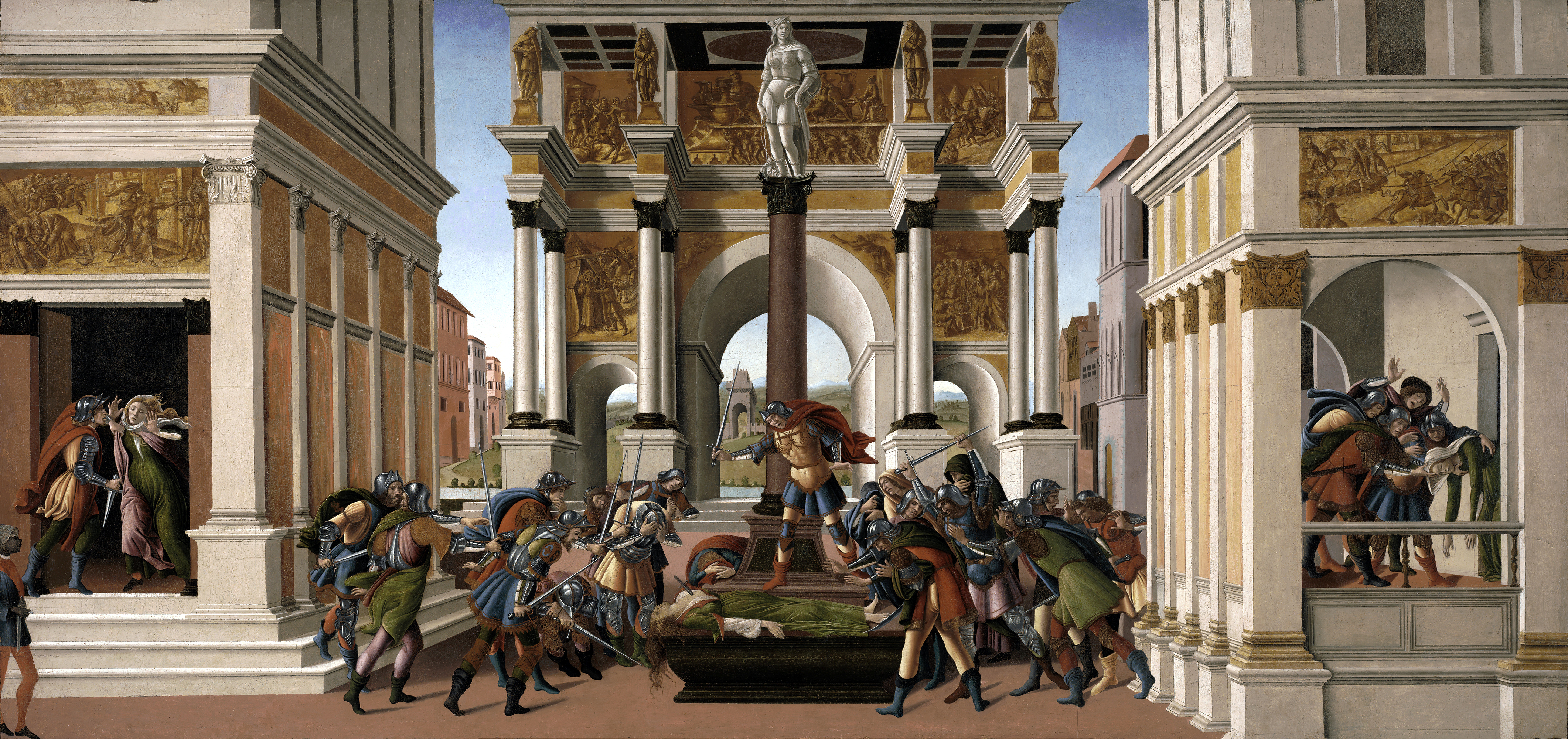
La Tragédie de Lucrèce, par Sandro Botticelli
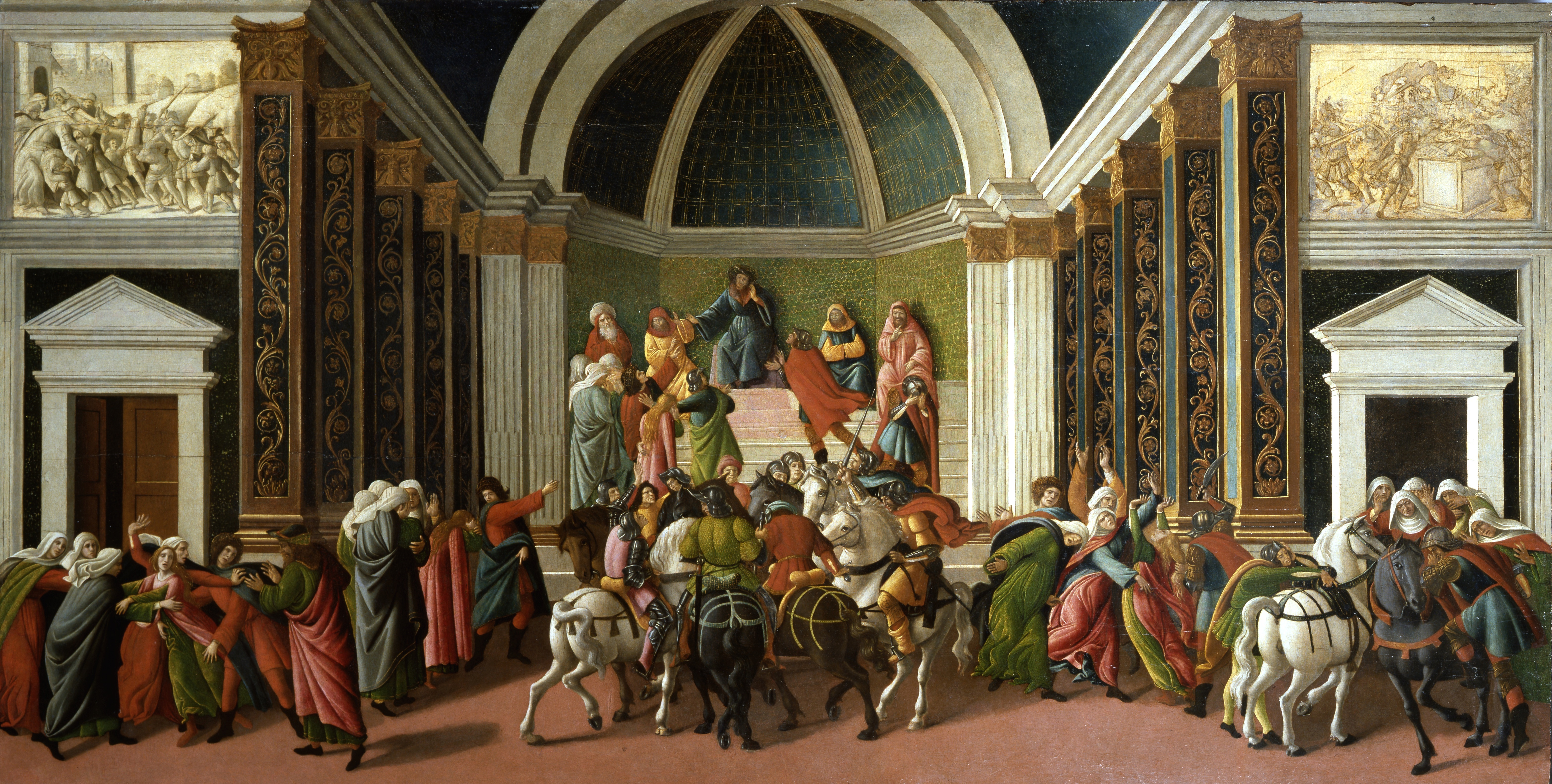
Histoire de Virginie Romana, par Sandro Botticelli
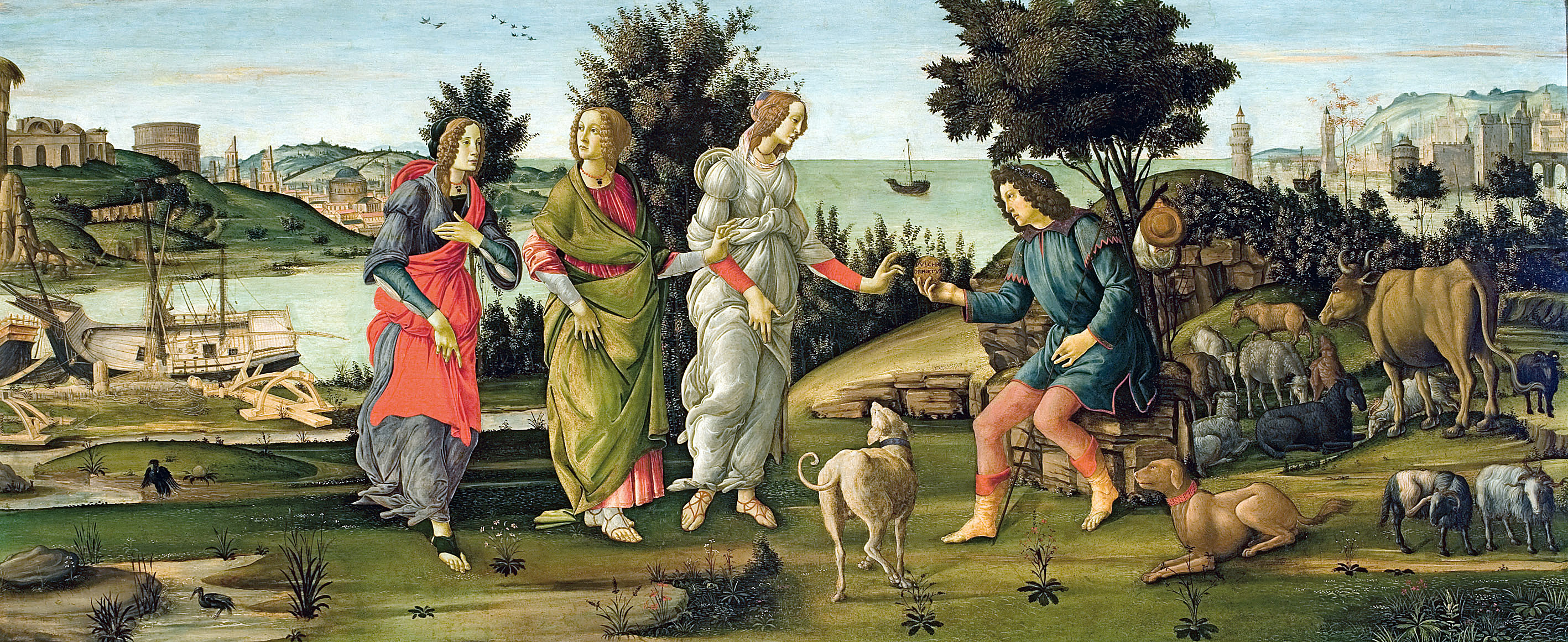
Le Jugement de Pâris, par Sandro Botticelli